# Brachycrotaphus karschi
Brachycrotaphus karschi är en insektsart som beskrevs av Boris Petrovich Uvarov 1926. Brachycrotaphus karschi ingår i släktet Brachycrotaphus och familjen gräshoppor. Inga underarter finns listade i Catalogue of Life.